# Скуз Ігор Васильович
Ігор Васильович Скуз (нар. 30 травня 1976, м. Київ, Україна) — автогонщик, Чемпіон України з кузовних перегонів, багаторазовий призер міжнародних змагань, таких як ETCC, 24 hours Dubai та інших, а також ініціатор соціального проекту «Не жени».

## Спортивна біографія
Народився в Києві, в 1984 році почав займатися картингом і до 1991 року здобув перемогу більш ніж в 200 змаганнях. У 1991 році Ігор Скуз став Кандидатом у майстри спорту, в 1994 році — Чемпіоном України у класі картів «Інтерконтиненталь», а в 2000-му отримав звання Майстра спорту з картингу.
У 2007 році Ігор Скуз зайняв 2 місце в 24-годинній гонці в Дубаї та 5 місце в 4-годинній гонці в Нюрбургрінзі. У 2009 році став володарем Кубка України з шосейно-кільцевих гонок та бронзовим призером чемпіонату України. На автомобілі Porsche Carrera GT в 2010 році Скуз пройшов тести по трасі «Формула 1» в Хоккенхаймі (Німеччина). У тому ж році Ігор зайняв п'ять перших місць на різних етапах Чемпіонату України і став Чемпіоном України з шосейно-кільцевих гонок у класі Туринг Лайт.
У 2011 році зайняв 5 місце в Європейському туринговому кубку ― FIA European Touring Car Cup, клас S1600 (автомобіль Ford Fiesta). У 2012 році в кубку вже виступає у топовому класі Super 2000 на автомобілі BMW 320si E90 за команду Liqui Moly Team Engstler.

## Соціальні ініціативи
Ігор Скуз і команда Master Kart racing team виступили ініціаторами створення соціального проекту «Не жени», покликаного за допомогою незвичайних акцій та за підтримки вітчизняних знаменитостей залучити максимальну увагу громадськості до проблеми швидкості на дорогах.
1st in the Ukraine Circuit Racing Championship, Class Touring Light
5th in the FIA European Touring Car Cup, S1600 (Ford Fiesta)

## Сім'я
- Старший брат — автогонщик Олег Скуз